# Galeodes przevalskii
Espèce
Synonymes
- Galeodes caspius przevalskii Birula, 1905

Galeodes przevalskii est une espèce de solifuges de la famille des Galeodidae.

## Distribution
Cette espèce se rencontre en Chine au Xinjiang, au Kazakhstan et en Ouzbékistan.

## Description
Le mâle mesure 51 mm et la femelle 45 mm.

## Étymologie
Cette espèce est nommée en l'honneur de Nikolaï Prjevalski.

## Publication originale
- Birula, 1905 : Bemerkungen über die Ordnung der  Solifugen. I-V. Annuaire du Musée Zoologique de l’Académie Impériale des Sciences de St.-Pétersbourg, vol. 9, p. 391–416 (texte intégral).